# 西上海
西上海，民间一般指上海市中环西侧沿线从真如镇至虹桥镇一带自20世纪50年代至今按照政府的规划兴建和改建的城区，原多为农田，棚户区或古镇；现整齐划一，配套设施齐全的居住区居多，并呈沿向金沙江路南北两侧以年代远近延伸之势，旧以曹杨新村、长风新村，今以北万里社区和南古北社区为典型代表；这些社区吸纳了巨大数量的国有企业工人（如前者）和外来人口（如后者）。商业活动中运用的西上海一词多也包括嘉定区和闵行区靠近上文提及区域更广大的其他部分。西上海也被称为西区，但两者都不是行政区划，也不是官方称谓。